# Anchoa ischana
Anchoa ischana е вид лъчеперка от семейство Engraulidae. Видът не е застрашен от изчезване.

## Разпространение и местообитание
Разпространен е в Гватемала, Еквадор, Колумбия, Коста Рика, Мексико, Никарагуа, Панама, Перу, Салвадор и Хондурас.
Обитава тропически води, пясъчни дъна на морета, заливи и крайбрежия. Среща се на дълбочина от 0,1 до 50 m, при температура на водата от 16,8 до 25,9 °C и соленост 33 – 35,3 ‰.

## Описание
На дължина достигат до 14 cm.